# Österreichisches Gymnastikabzeichen
Das Österreichische Gymnastikabzeichen (kurz "ÖGA") ist für Mädchen und Frauen jeder Altersstufe in Schule und Verein konzipiert; grundsätzlich können es aber auch Knaben und Männer ablegen.
Das ÖGA ist als Analog zum ÖLTA, dem Österreichischen Leistungsturnabzeichen, gedacht und wird analog bewertet.

## Entwicklung des ÖGA
Das ÖGA wurde Anfang der 1990er Jahre auf Anregung von Frau Bogg von den Professorinnen Evelyn Erlitz-Lanegger, Helga Höller und Magdalena Schauffler ins Leben gerufen und soll Lehrer(inne)n und Übungsleiter(inne)n einen Leitfaden und Hilfe beim Anbieten der Rhythmischen Gymnastik geben. Es wurden dazu Übungsverbindungen für Bronze-, Silber- und Goldabzeichen zusammengestellt sowie Urkunden, Abzeichen, eine Methodikmappe, Plakate, Videofilm und Begleitmusik erstellt. Die Übungen sind methodisch aufgebaut und sollten in die Jahresarbeit im Sportunterricht fließend integriert werden. Ideal wäre, die Übungen nicht einzeln zu lehren und immer wieder zu üben, sondern durch ein vielseitiges Angebot die Zielübungen mit entstehen zu lassen.

## Kategorien
Das ÖGA ist in drei Kategorien (Gold - Silber - Bronze) und neun Schwierigkeitsstufen gegliedert. Sechs verschiedene Gymnastikgeräte bzw. Disziplinen stehen zur Verfügung: Seil, Reifen, Ball, Keulen, Band, Ohne Handgerät. In jedem dieser Bereiche gibt es 3 Übungen, nach Schwierigkeitsgrad geordnet. Alle Übungen können mit oder ohne Musikbegleitung gezeigt werden. Es existiert zwar eine extra komponierte ÖGA-Musik, doch kann auch jede andere verwendet werden, so sie dazu passt. 
Um ein Abzeichen zu erlangen, müssen aus den 6 Übungsgebieten 4 ausgewählt werden und in jedem dieser 4 Bereiche eine der 3 Übungen korrekt vorgeführt werden, entweder mit frei gewählter Musik, Begleitmusik oder ohne Musik.

## Übungen

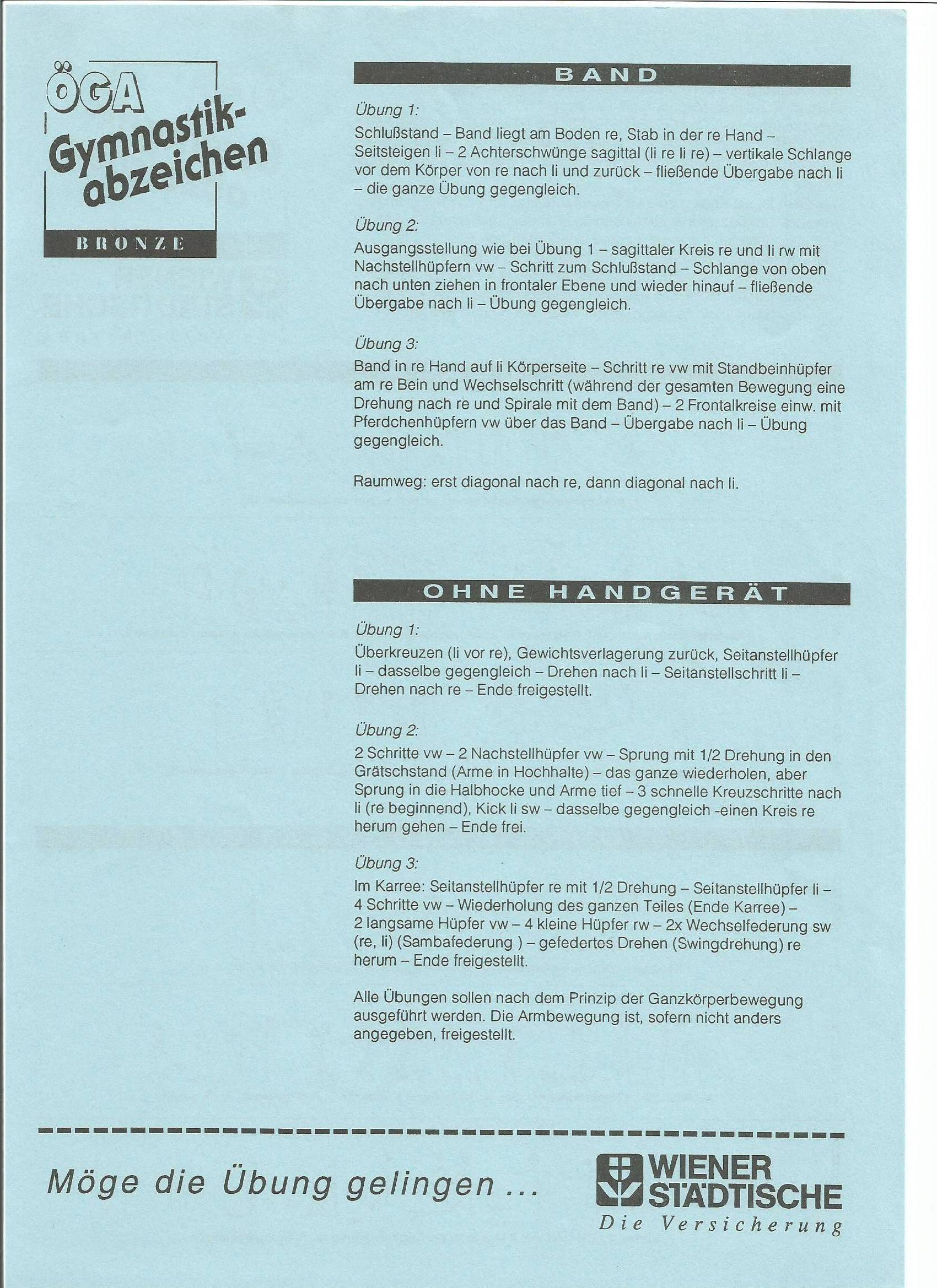
ÖGA Band und Ohne Handgerät 1
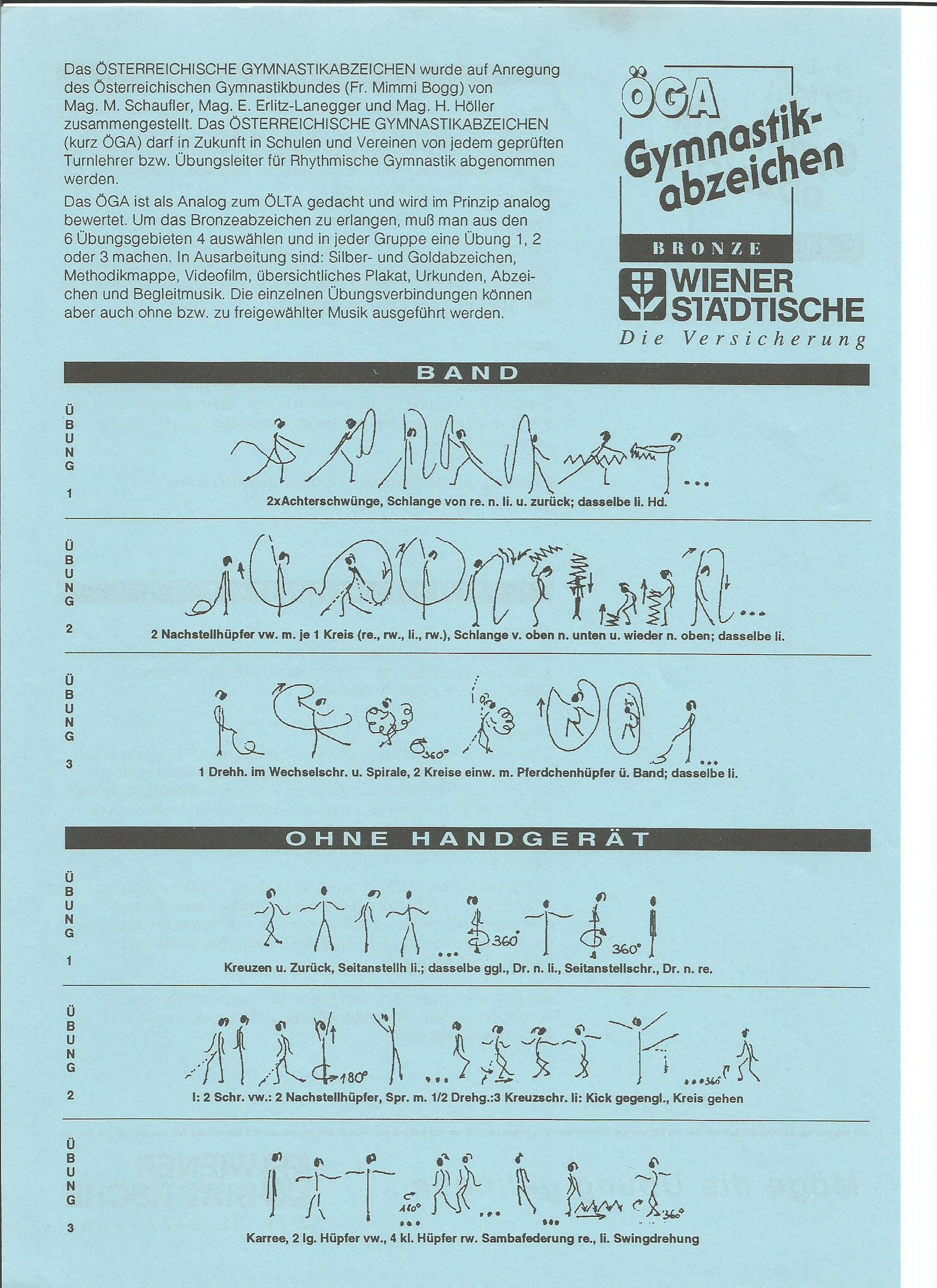
ÖGA Band und Ohne Handgerät 2
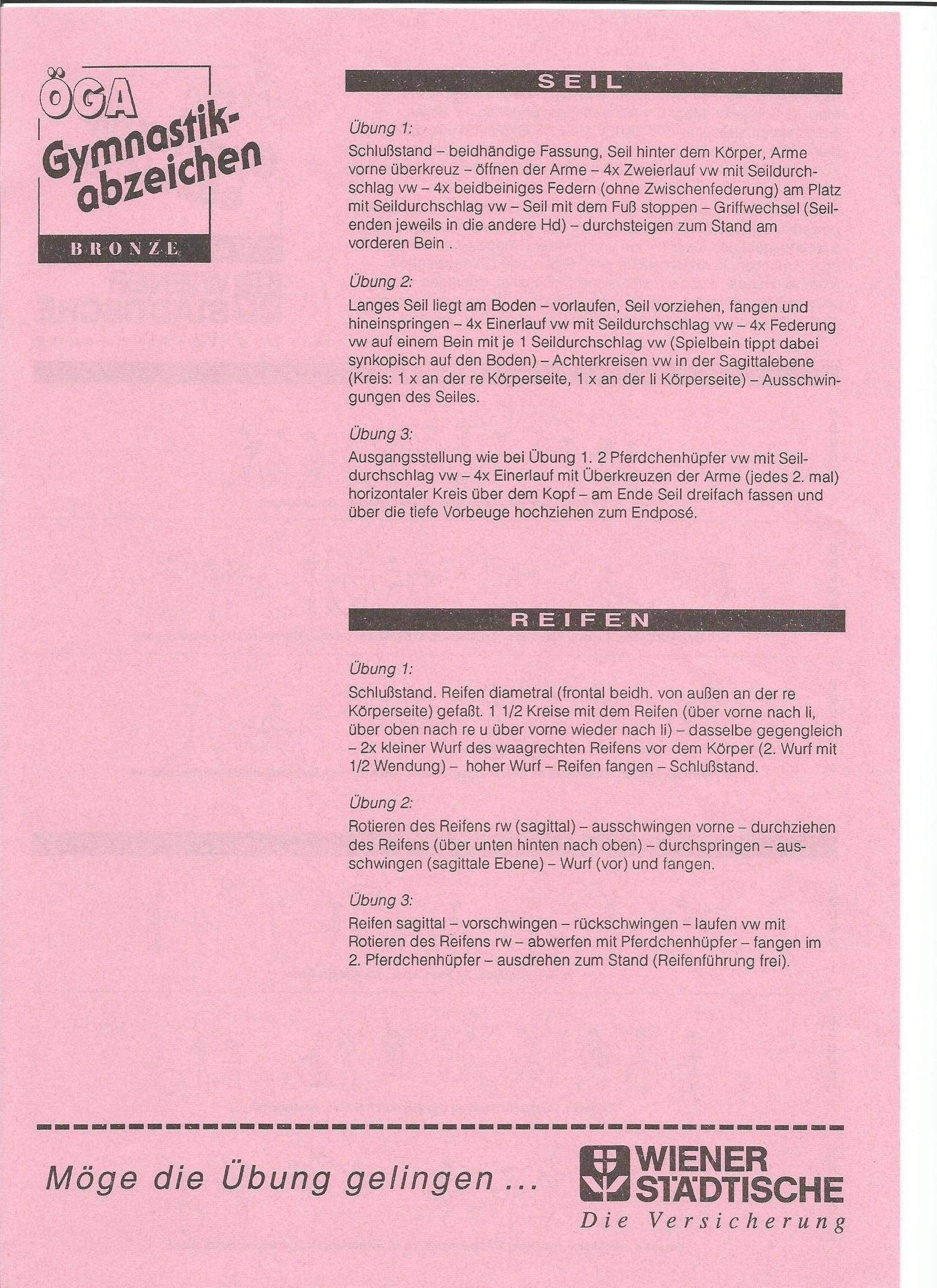
ÖGA Seil und Reifen 1
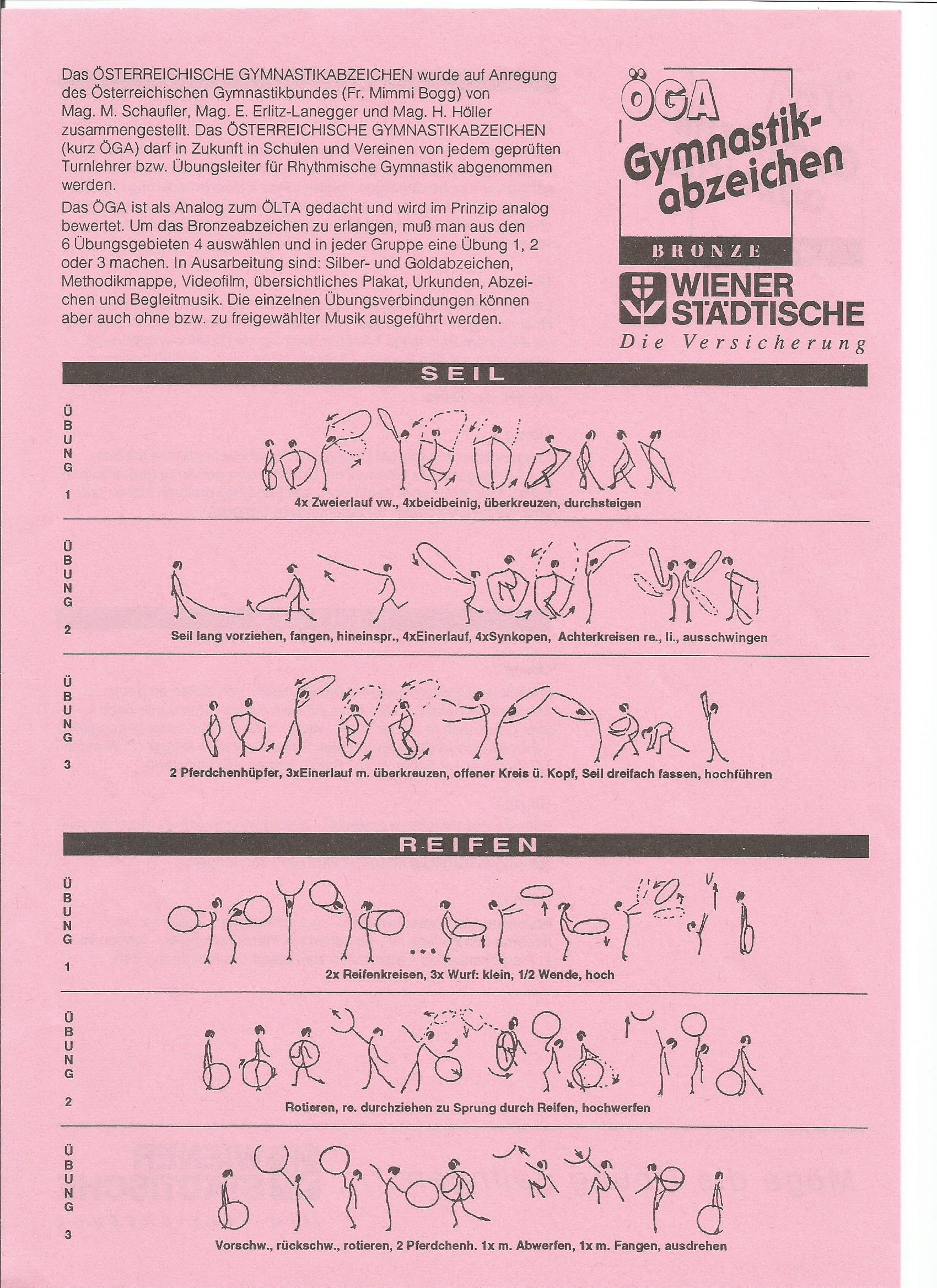
ÖGA Seil und Reifen 2
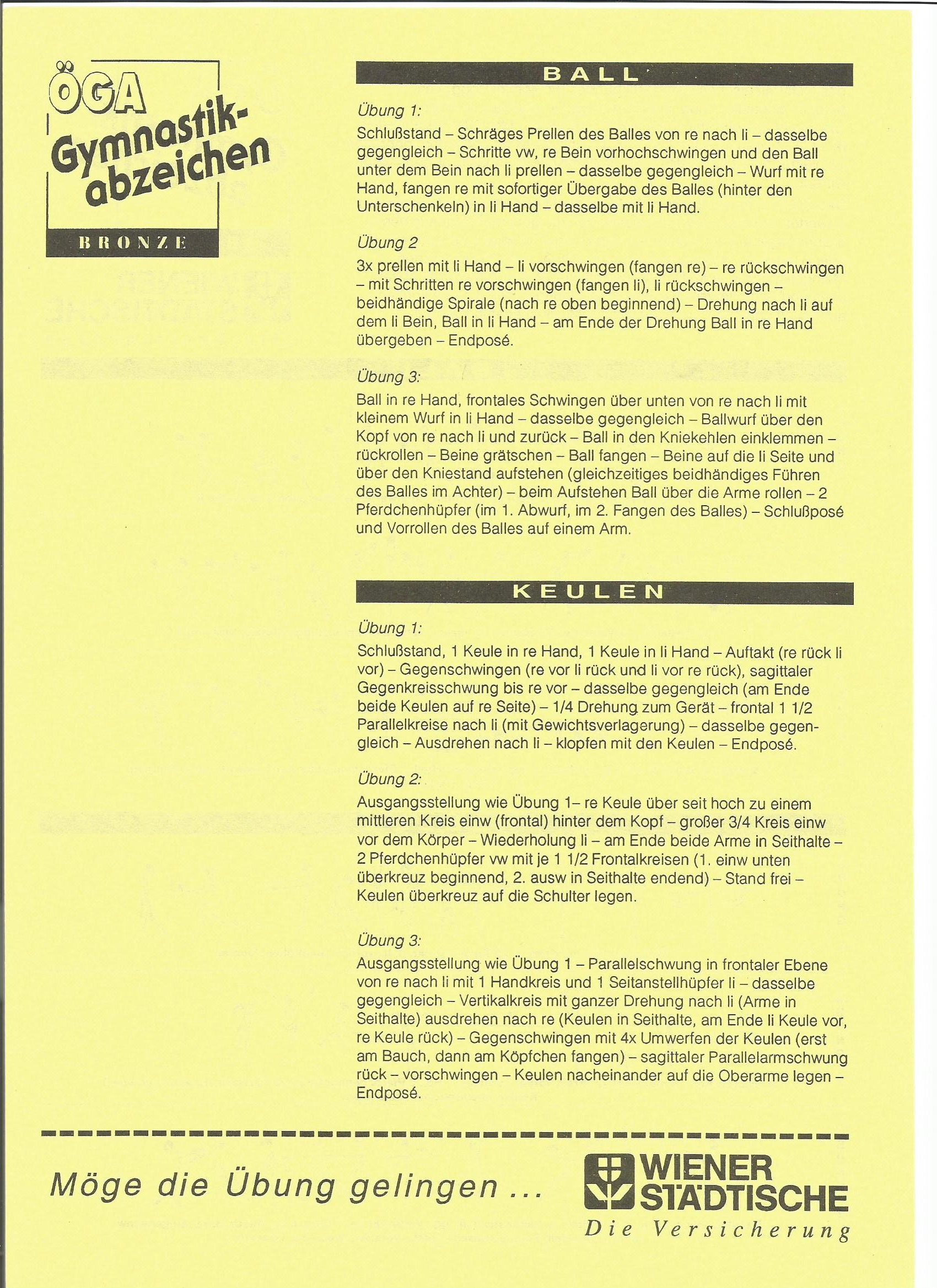
ÖGA Ball und Keulen 1
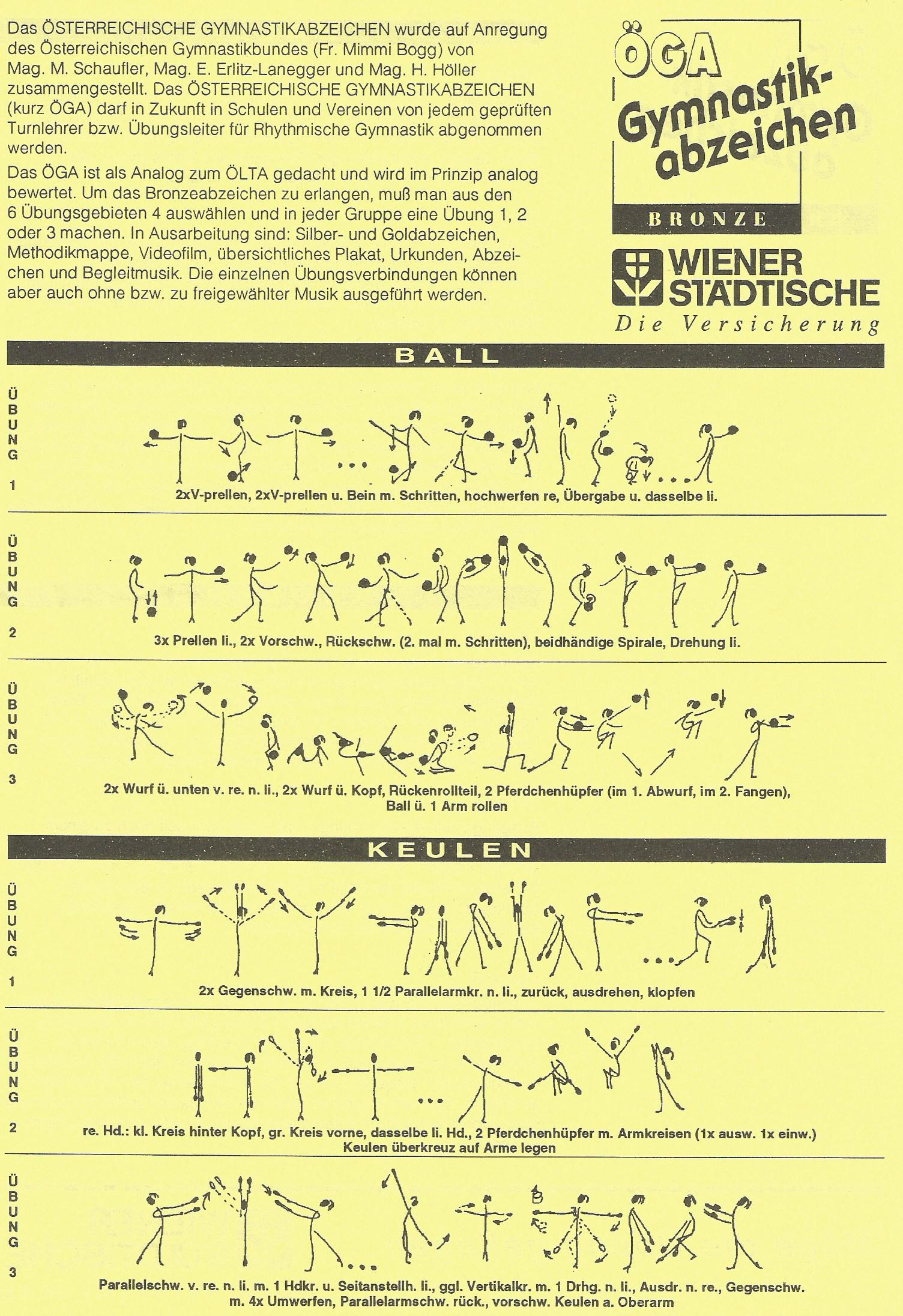
ÖGA Ball und Keulen 2